# Wilhelm-Leuschner-Straße 13 (Griesheim)
Das Wohnhaus Wilhelm-Leuschner-Straße 13 ist ein denkmalgeschütztes Bauwerk in Griesheim.

## Geschichte und Beschreibung
Das Wohnhaus wurde im Jahre 1905 nach Plänen des Griesheimer Architekten Georg Gerhardt erbaut. Das große zweigeschossige Steinhaus mit städtischem Prestige besitzt einfache Zierformen der Gründerzeit. Das Dach ist biberschwanzgedeckt.

## Denkmalschutz
Das Wohnhaus dokumentiert als seltenes Beispiel in Griesheim die bürgerliche Wohnkultur in Kleinstädten der Gründerzeit.
Aus architektonischen, baukünstlerischen und stadtgeschichtlichen Gründen steht es unter Denkmalschutz.